# Maschera funeraria di Tutankhamon
La maschera funeraria di Tutankhamon, nota anche come maschera di Tutankhamon, è la maschera funeraria dell'antico faraone egizio Tutankhamon (1342-1323 a.C.). Fu scoperta dall'egittologo britannico Howard Carter nel 1922 nella tomba KV62 e si trova ora al Museo egizio del Cairo. È una delle opere d'arte più conosciute del mondo.
Secondo quanto ha scritto l'egittologo Nicholas Reeves, la maschera è "non solo l'immagine quintessenziale della tomba di Tutankhamon, ma probabilmente anche il più famoso oggetto proveniente dall'antico Egitto".
Nel 2001, una ricerca ha permesso di appurare che la parte facciale della maschera, munita di fori per le orecchie (particolare insolito per un faraone, visto che erano riservati ai principi e alle donne) fu riassemblata e adattata, in quanto era stata originariamente elaborata per l'enigmatica regina Neferneferuaton; il nome regale di quest'ultima, Ankhtkheperura, fu individuato in un cartiglio parzialmente cancellato sul retro della maschera.

## Scoperta

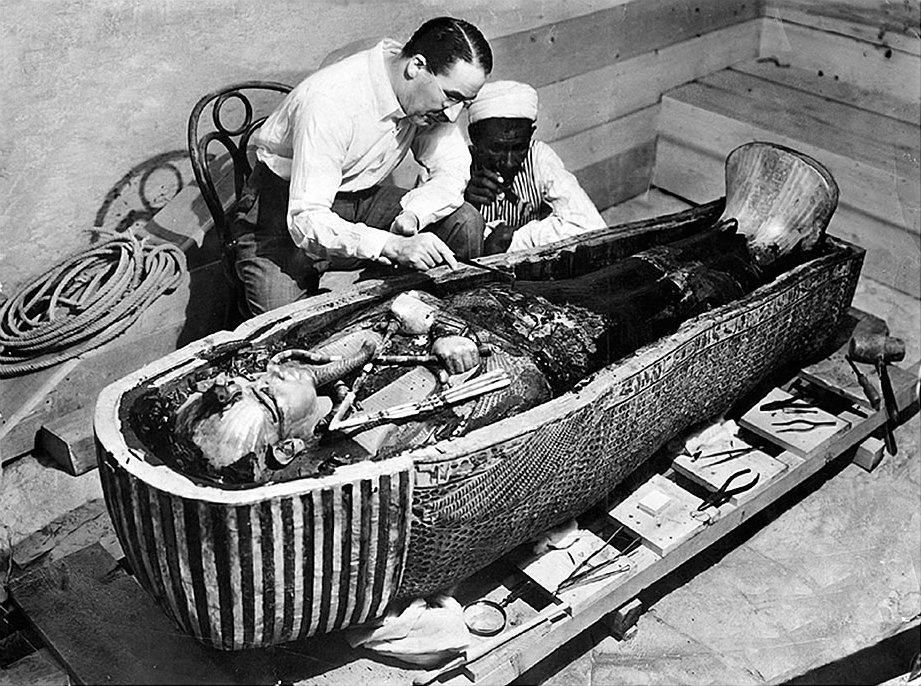
Howard Carter e un assistente al lavoro sul sarcofago più interno di Tutankhamon.

La camera sepolcrale del faraone adolescente Tutankhamon fu scoperta nella Valle dei Re nel 1922, e aperta l'anno seguente. La squadra di Carter impiegò altri due anni per raggiungere e aprire il pesantissimo sarcofago che conteneva la mummia del faraone. Il 28 ottobre 1925, Carter aprì il sarcofago più interno, portando alla luce, per la prima volta dopo circa 3250 anni, la maschera d'oro. Scrisse nel suo diario:
(Howard Carter, Diario)
La maschera fu rimossa dalla tomba nel dicembre del 1925, imballata e trasportata per 635 chilometri fino al Museo egizio del Cairo, dove è in esposizione permanente.

## Descrizione
La maschera è alta 54 centimetri, larga 39,3 centimetri e profonda 49 centimetri:  è costituita da due strati d'oro di alta caratura, varianti nello spessore dai 1,5 ai 3 millimetri, per un peso di 10,23 chilogrammi. La cristallografia ai raggi-X ha determinato che la maschera contiene due differenti leghe d'oro: una, più leggera, di 18,4 carati per il volto e il collo, e una di 22,5 carati per il resto della maschera.
Il viso rappresenta un'immagine standardizzata del faraone, che gli archeologi individuarono anche in altri punti della tomba, soprattutto nelle due statue di guardiani a grandezza naturale che presidiavano l'accesso alla camera funeraria. Tutankhamon indossa il copricapo nemes sormontato dalle insegne regali del cobra (Uadjet) e dell'avvoltoio (Nekhbet), che simboleggiano il potere del faraone sull'Alto e Basso Egitto. Le orecchie presentano fori per gli orecchini, caratteristica che nell'arte egizia, è generalmente riscontrabile solo per donne e bambini.
Nell'oro che costituisce l'oggetto sono incastonati vetri colorati e gemme, fra cui lapislazzuli (il contorno degli occhi e le sopracciglia), quarzo (gli occhi), ossidiana (le pupille), corniola, feldspato, turchese, amazzonite e faience (incastonati nel pettorale).

### Barba
Al momento della scoperta, nel 1925, la barba d'oro del peso di 2,5 chili, decorata con dei lapislazzuli per rendere il motivo dell'intreccio, era separata dal mento; fu riattaccata nel 1944 mediante una giuntura in legno.
Nell'agosto del 2014, la barba cadde dalla maschera durante alcune operazioni di pulizia ordinaria. Gli impiegati del museo responsabili del danno utilizzarono una colla a presa rapida (resina epossidica) per riattaccarla; si trattò di un grossolano intervento, del tutto inadeguato (la barba, tra l'altro, fu riattaccata in una posizione errata). Il danneggiamento fu notato nel gennaio del 2015 e riparato da un team di restauratori tedeschi ed egiziani, sotto la guida del Dr. Christian Eckmann, che la riposizionarono accuratamente servendosi di cera d'api, una sostanza naturale già in uso presso gli antichi egizi; inoltre provvidero a cancellare gli sfregi lasciati dalla colla inadatta, che i responsabili avevano già tentato di occultare, allargando il danno. Nel gennaio del 2016 è stato reso noto che otto impiegati del museo stavano per essere processati per aver pesantemente ignorato ogni procedura scientifica e professionale, sia per aver causato la caduta della barba sia per i danni permanenti arrecati successivamente.

### Iscrizione
La parte posteriore della maschera reca 10 colonne verticali e 2 orizzontali di geroglifici, derivanti da una personalizzazione del capitolo CLI del Libro dei Morti, di cui si hanno esempi sulle maschere funerarie fin dal Medio Regno, 500 anni prima di Tutankhamon; il testo, che richiama la protezione degli dei Ptah-Sokar, Thot, Anubi, Horus, nonché dell'intera Enneade, è adattato specificamente al benessere di Tutankhamon nell'aldilà:

### Collana
Benché solitamente non venga esposta insieme alla maschera, questa era completata da una collana composta da tre giri d'oro e dischetti di faience blu con terminazione a forma di fiore di loto e fermagli a forma di ureo.

### Struttura
Differenti analisi radiografiche e ispezioni della maschera eseguite al Cairo nel 2001 e nel 2009 hanno consentito di individuare una serie di rivetti alla base della gola e una visibile linea di saldatura lungo i bordi del viso e del collo, nonché nella fascia frontale. Alla luce di tali analisi, è possibile stabilire che la maschera è, in realtà, costituita da otto parti distinte:
1. pannello frontale;
2. pannello posteriore;
3. cobra e avvoltoio sulla fronte;
4. viso;
5. orecchio destro;
6. orecchio sinistro;
7. barba;
8. collare;

## Stato di conservazione
La maschera di Tutankhamon mostra d'aver subito vari danni: perdita di estese parti della pasta vitrea blu dalla fronte e dal retro del nemes, specie dalla treccia posteriore; gran parte di questi danni furono causati da Carter nel tentativo di separare la maschera e la mummia dalle resine di imbalsamazione. Un secondo gruppo di danni è visibile sulla fronte e sulla falda esterna: due fori brutalmente eseguiti in antico, evidentemente per fissare fermamente in posizione il flagello al corpo. Non è noto perché tali fori siano stati realizzati in maniera così cruda; durante la cerimonia di apertura della bocca, il rituale prevedeva che la mummia regale fosse messa in posizione verticale e, forse, in tale posizione il flagello non restava ben fermo rischiando di cadere: ciò potrebbe aver comportato la necessità di risolvere il problema estemporaneamente. Una terza area di danni è riscontrabile nella parte anteriore sporgente, a destra, del nemes: sembra infatti che questa sia stata sottoposta a un violento urto. La posizione e il tipo di danno suggeriscono che la maschera (e forse il completo allestimento funerario) possa essere caduta dalla posizione verticale già all'interno della tomba. Tale ipotesi viene suffragata dalle stesse annotazioni di Carter che indica un certo numero di pezzi d'oro sparsi sul pavimento dell'entrata e dell'anticamera. Carter identificò successivamente tali frammenti come parte del fianco della maschera.

## Galleria d'immagini

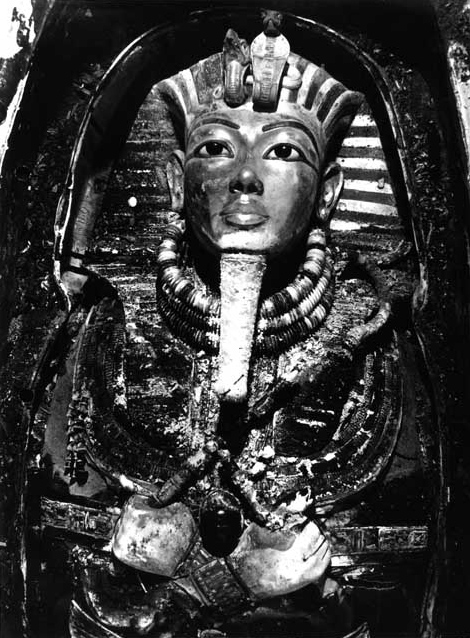
La maschera in situ al momento del ritrovamento (1925).
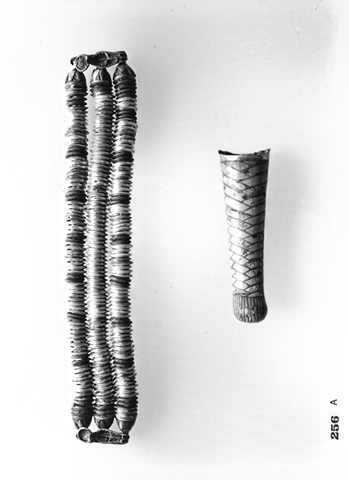
La collana e la barba posticcia.
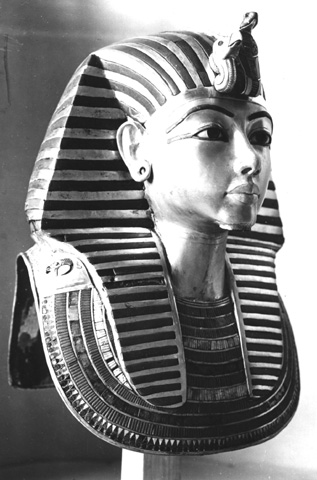
La maschera funeraria senza la barba.